# Bohumil Zemánek
Bohumil Zemánek (10. října 1942 v Brně – 12. srpna 1996 v Praze) byl český sochař a restaurátor.

## Životopis
Narodil se v Brně jako druhý syn ze tří dětí profesionálního vojáka Bohumíra Zemánka a jeho ženy Anny Zemánkové, která později proslula jako významná česká autorka art brut.
V letech 1964-1970 studoval na Akademii výtvarných umění v Praze v ateliéru prof. Karla Hladíka a později doc. Jiřího Bradáčka. Tam se také seznámil se svojí budoucí manželkou, sochařkou a restaurátorkou Markétou Paurovou. Roku 1975 se manželům narodila dcera Terezie Zemánková.
Jeho tvorba nebyla v souladu s kulturní politikou normalizačního režimu, a proto před rokem 1989 vystavoval jen sporadicky. Společně se sochařem Michaelem Bílkem se věnoval intenzivně restaurování kamenných sochařských památek převážně v severních Čechách.
Byl členem Spolku výtvarných umělců Mánes.

## Dílo
Byl ovlivněn americkým pop-artem, v českém prostředí patřil spolu s Karlem Neprašem, Jiřím Sopkem, nebo Jiřím Načeradským k výrazným osobnostem nové figurace a okruhu tzv. "české grotesky". Už v dobách svých studií na AVU formuloval jednoznačný výtvarný rukopis. Od počátků se soustředil na realistickou figurální plastiku převážně v životní velikosti zpracovanou v sádře, ale především v pálené, režné nebo glazované keramické hlíně. Pro jeho dílo je charakteristická až živočišná modelace, antikizující otisky drapérií a často přiznané spáry po sádrových formách.
Zemánkova raná tvorba z dob studií měla expresivní náboj a sochař neváhal pojmout zdánlivě fádní téma jako nelaskavou grotesku (Kočárek, 1964). Socha Boxer byla vytvořena roku 1968 a je osobitou reakcí na srpnový vpád vojsk Varšavské smlouvy do Československa. Zemánkovo pojetí lidské postavy, stylizované do jakéhosi „lidového pratypu“, je ironizující. S humorným nadhledem pranýřoval maloměšťácké stereotypy (Než služka Katy přinese na stůl rybí polévku... 1968) a poživačnost (Žena Julie – Svítání 1988–1989, Šachy 1986–1987), banalizoval ideál pracujícího člověka (Bohouš 1978-79). Zemánek demýtizuje až do zesměšnění. Jeho tématem je zcela důsledně obyčejný člověk našich dní ve svých obyčejných šatech a obyčejném postoji pojatý tak realisticky, že tu stojí "jako živý". Ve skutečnosti však Zemánek pevnou, vypjatou a shrnující modelací své postavy monumentalizuje. Takové spojení lidského humoru a umělecké vážnosti je v sochařství vzácné.
Častým motivem jeho soch byla voda, která mu byla symbolem svobody, přirozenosti a blaženosti fyzického bytí. Uplatňuje se v mokrých drapériích přilepených na kyprá těla jeho Žen Julií, v sousoších vodních her (Vodní pólo – s Jiřím Sopkem – 1970, Koupaliště, 1968, Vana – s Karlem Zavadilem - 1967) i v sérii postav s názvem Moře (1981 – 1985). Mokré drapérie odhalují provokativně intimní detaily, ale gesta i výraz jsou většinou natolik infantilní, že předem vylučují vyzývavou erotičnost. Zemánek si liboval v tomto druhu paradoxu, a překlenul tak žánrovou podstatu svých soch i sousoší směrem k humorným, leč obecnějším metaforám o lidském údělu.
To, že Zemánek zůstal svůj, je záležitostí zvláštního ustrojení jeho talentu i přímého, ale osobitě motivovaného vztahu k člověku i lidem, a tedy i výsledkem jisté zdrženlivosti vůči vlivům aktuálních světových proudů. Zrcadlila se zde též situace českého duchovního života s jedním z jeho typických uměleckých projevů – figurální groteskou.

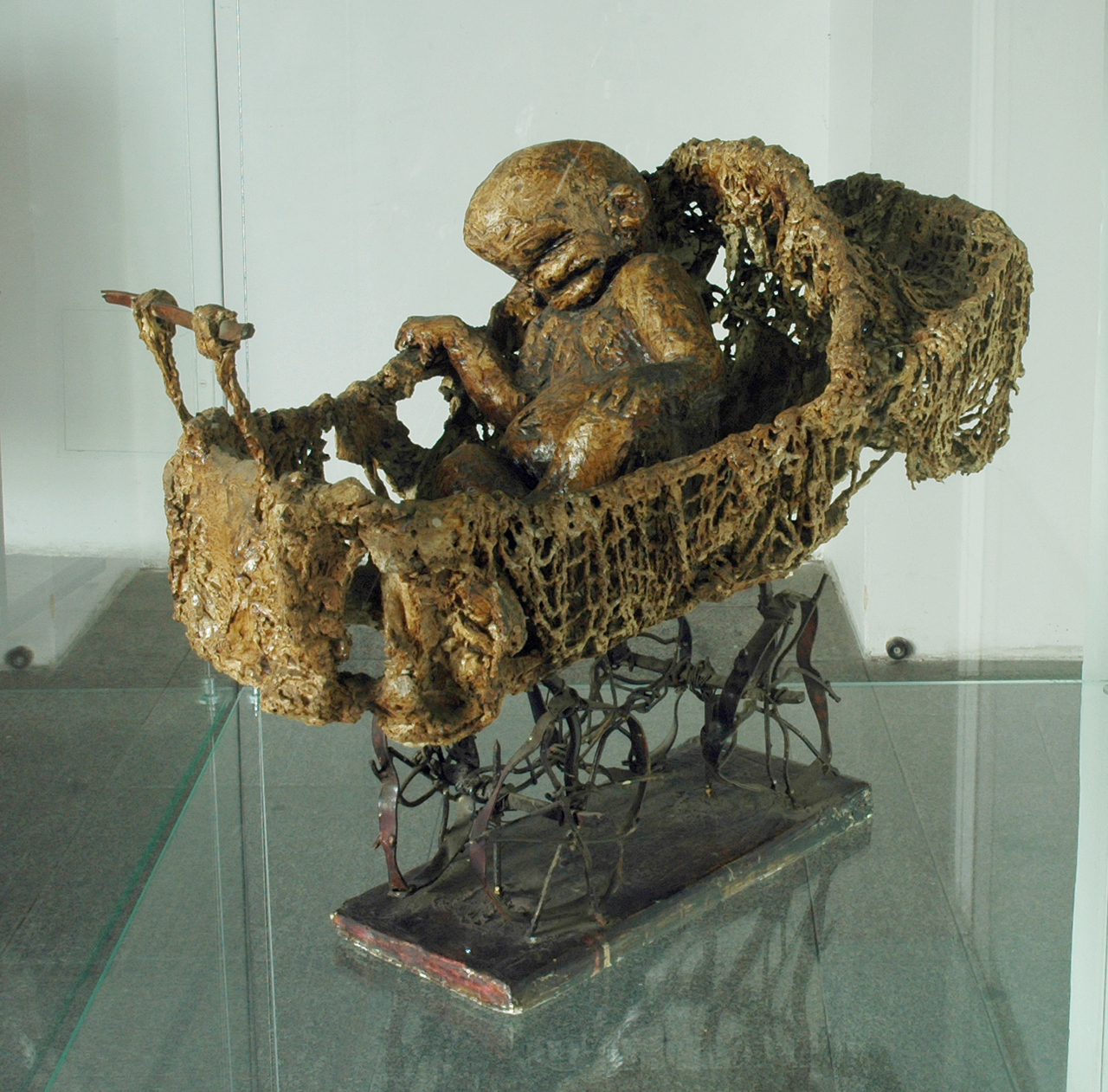
Kočárek (1964)
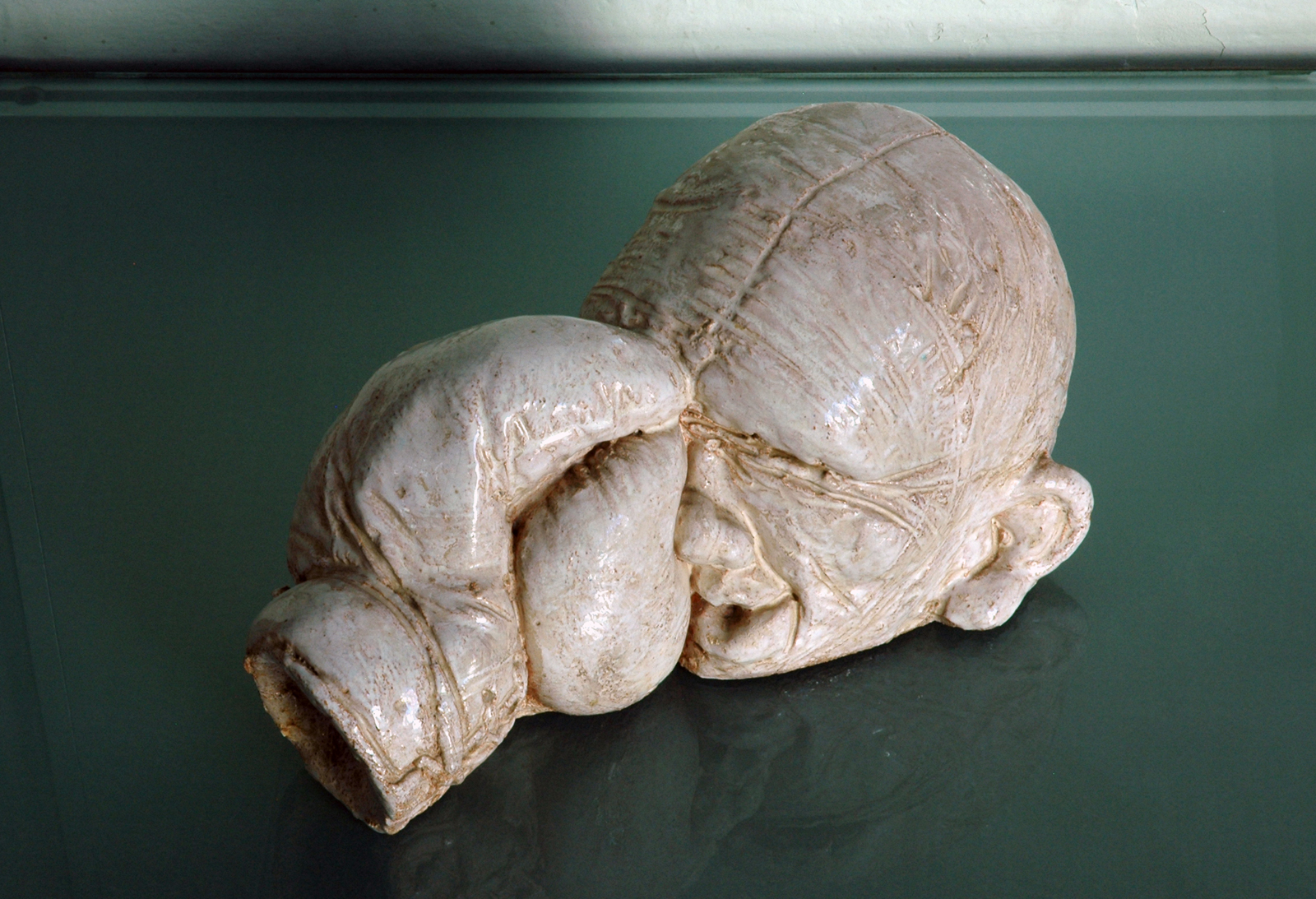
Boxer (1968)
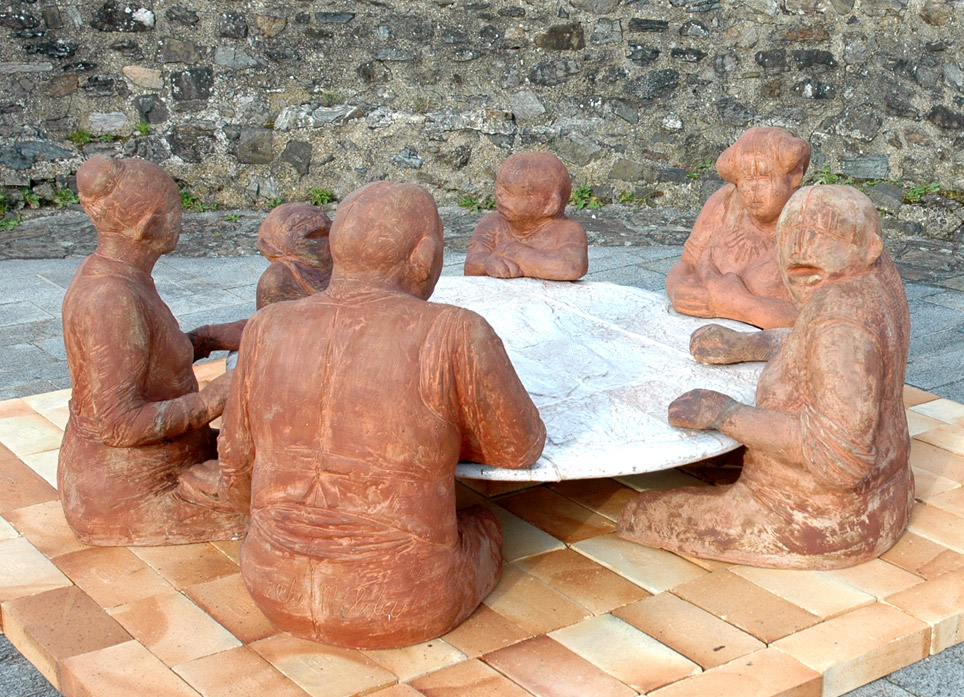
Než služka Katy přinese na stůl rybí polévku, pálená hlína, 1969-70
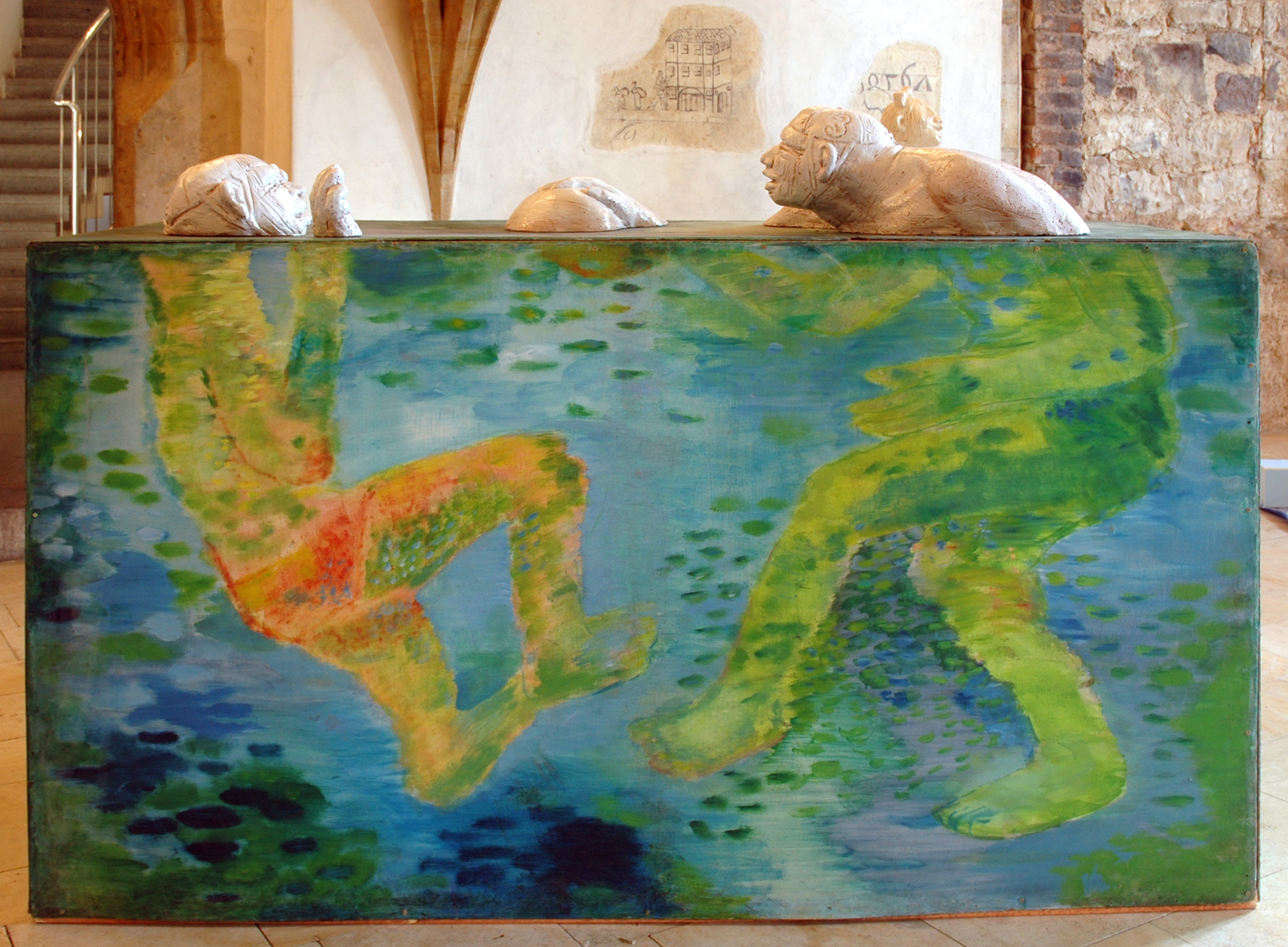
Vodní pólo (1970-1971)
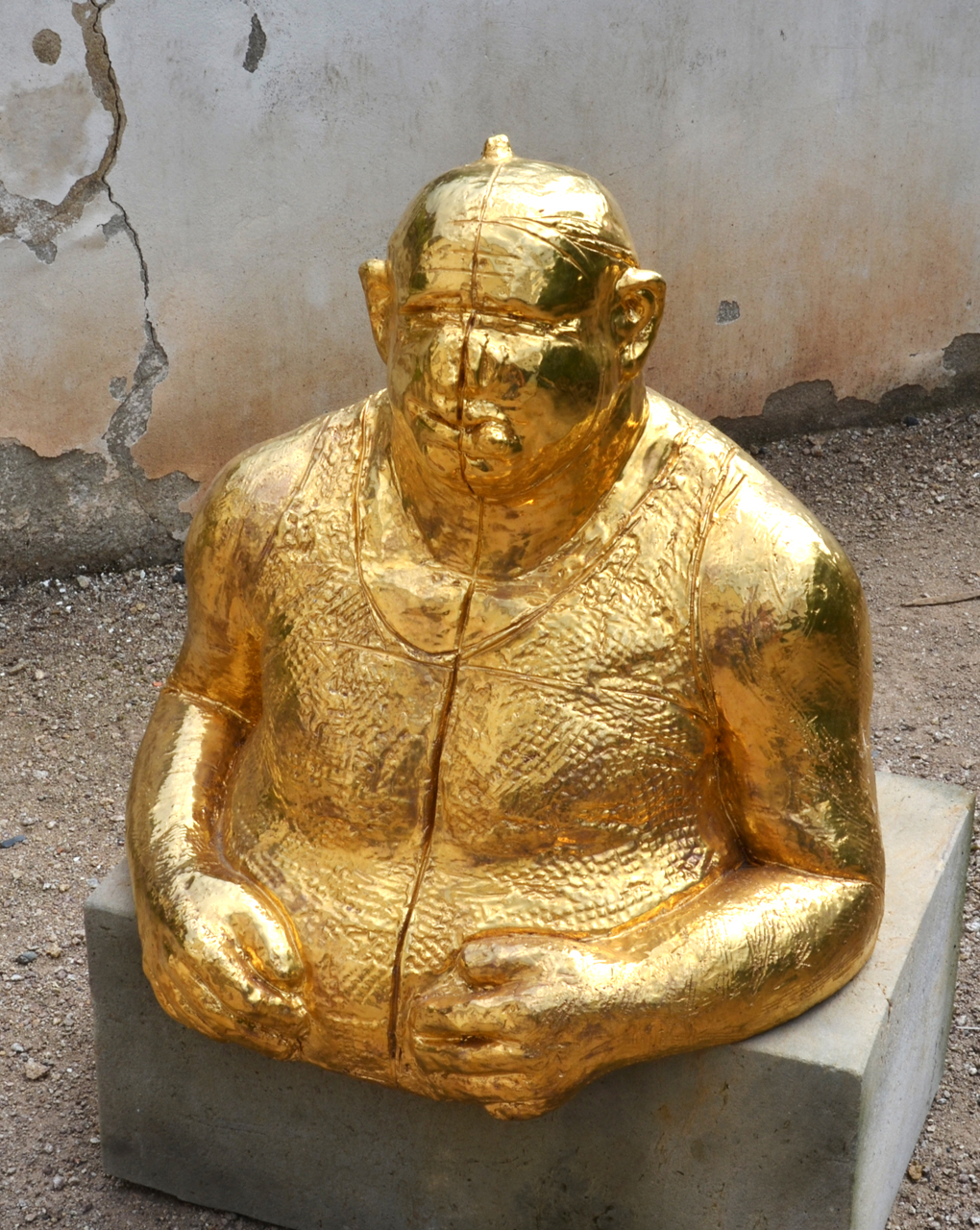
Béda, zlatej kluk (1972)
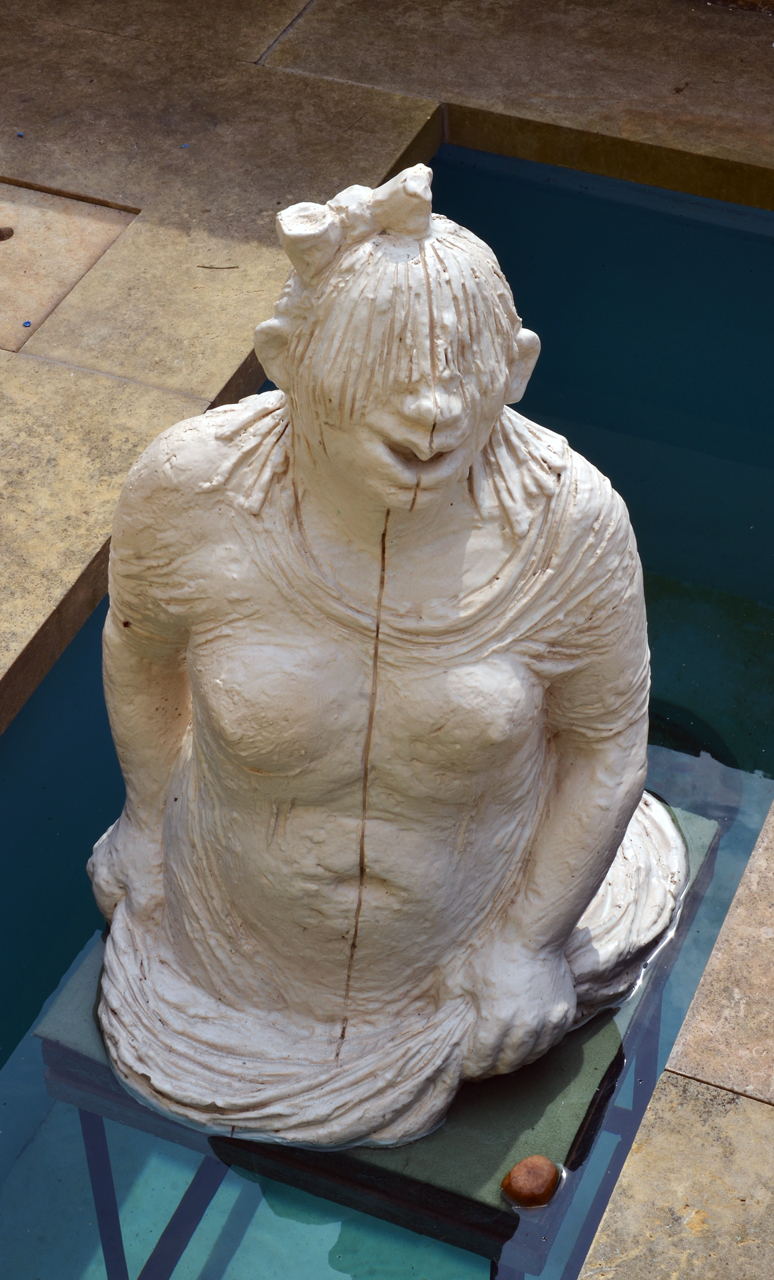
Mokrá Julie (1974)
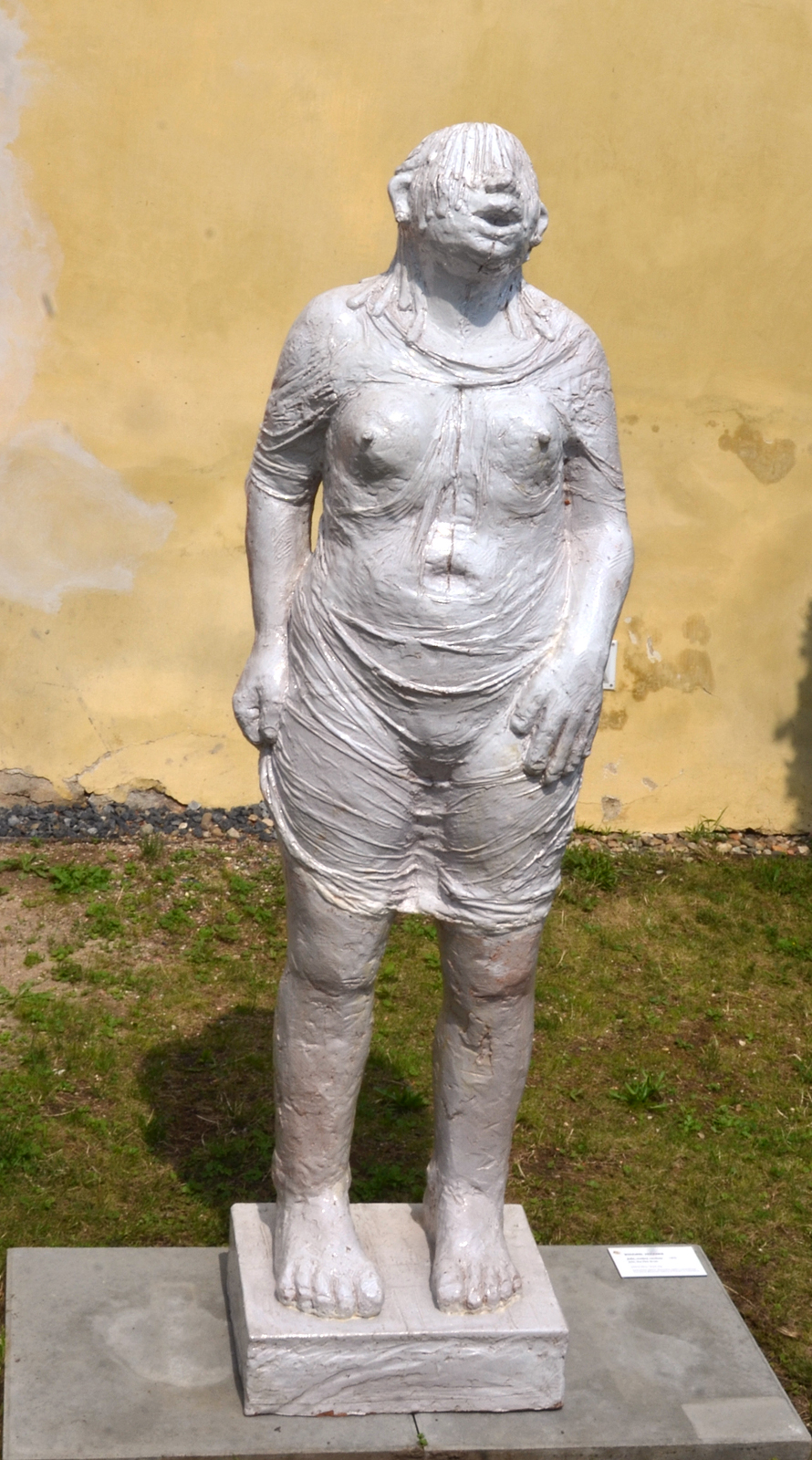
Julie, mokrá nevěsta (1975)
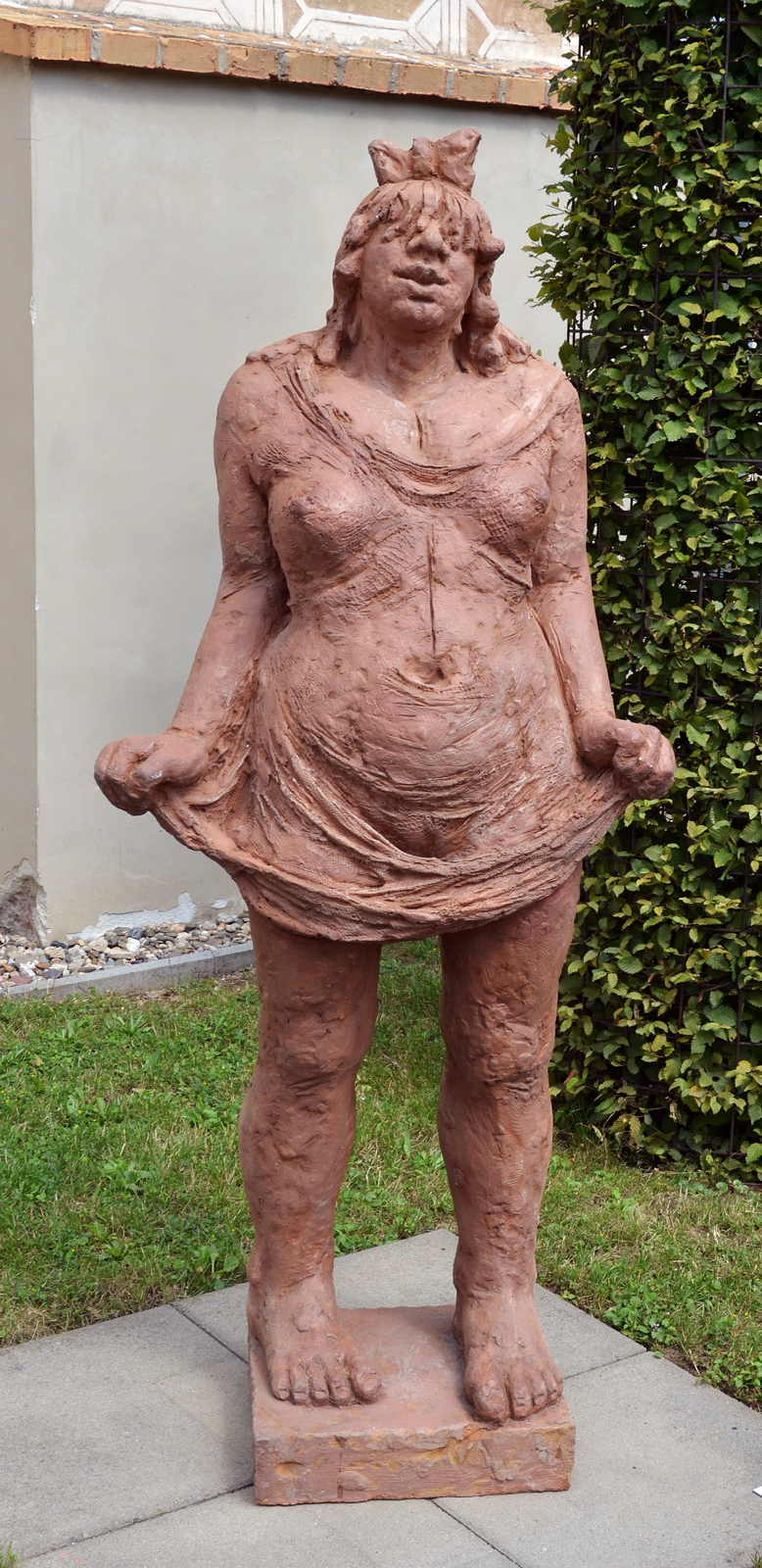
Julie, sprostá holka (1978)
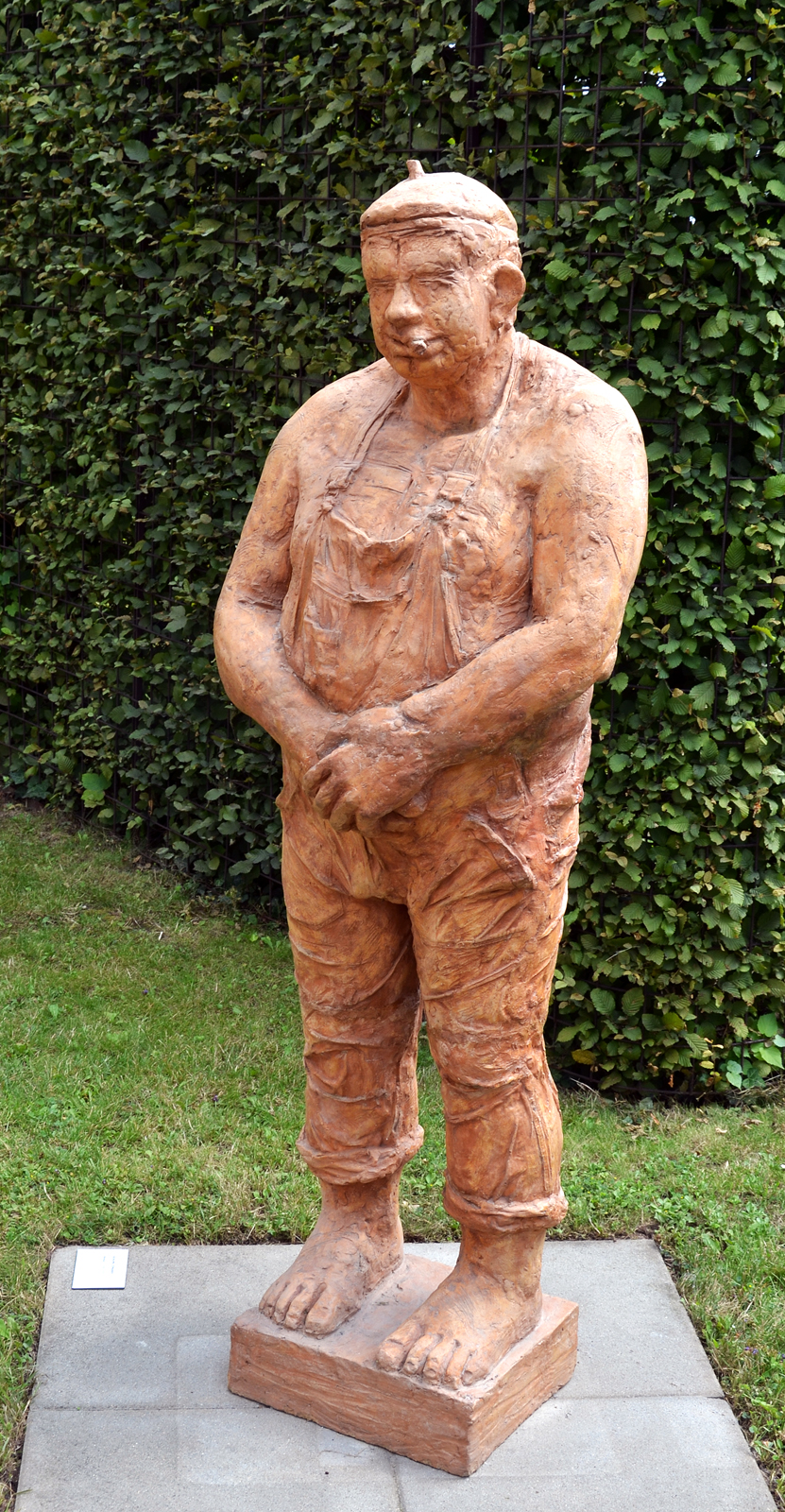
Bohouš (1978-1979)
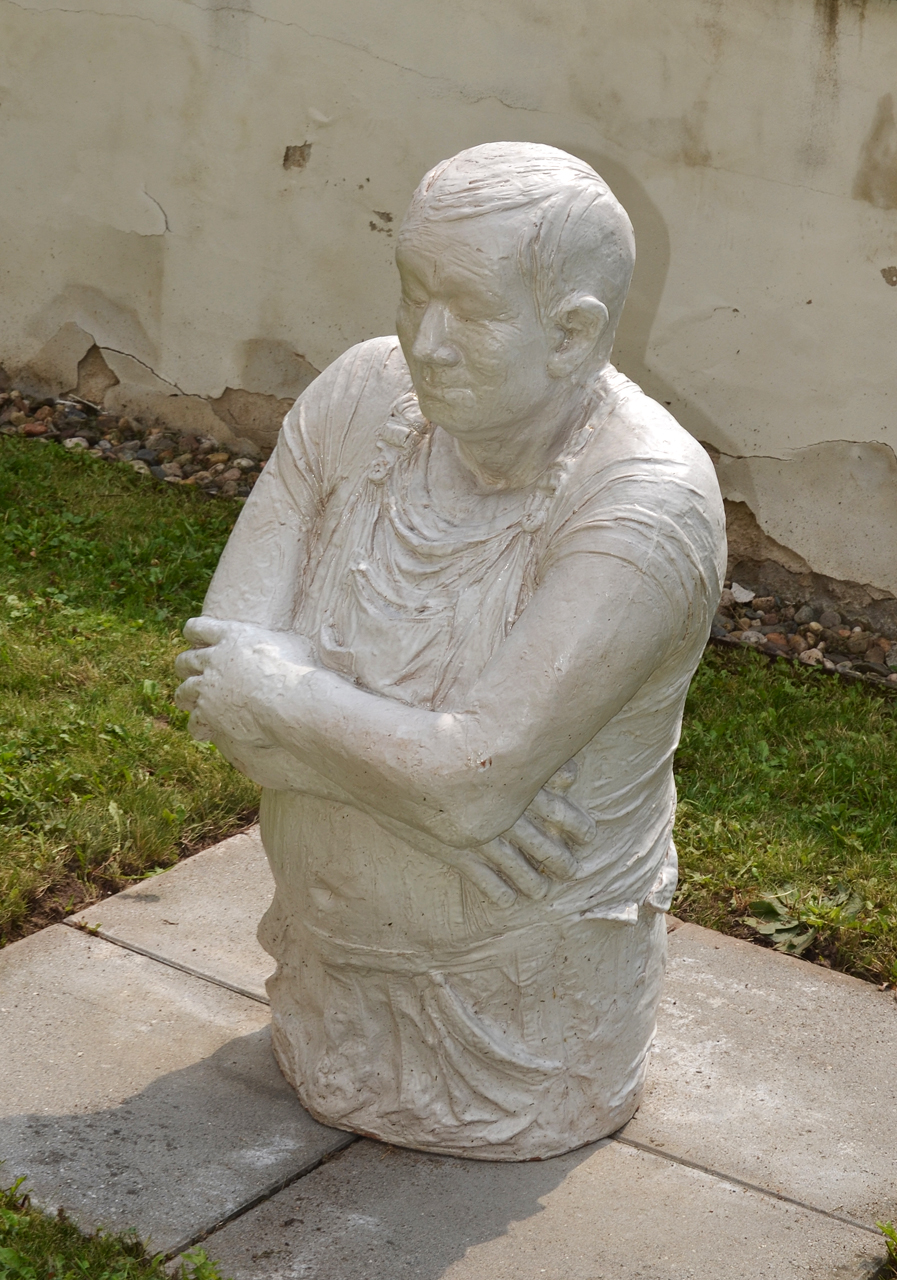
Bohouš II (1985-1986)
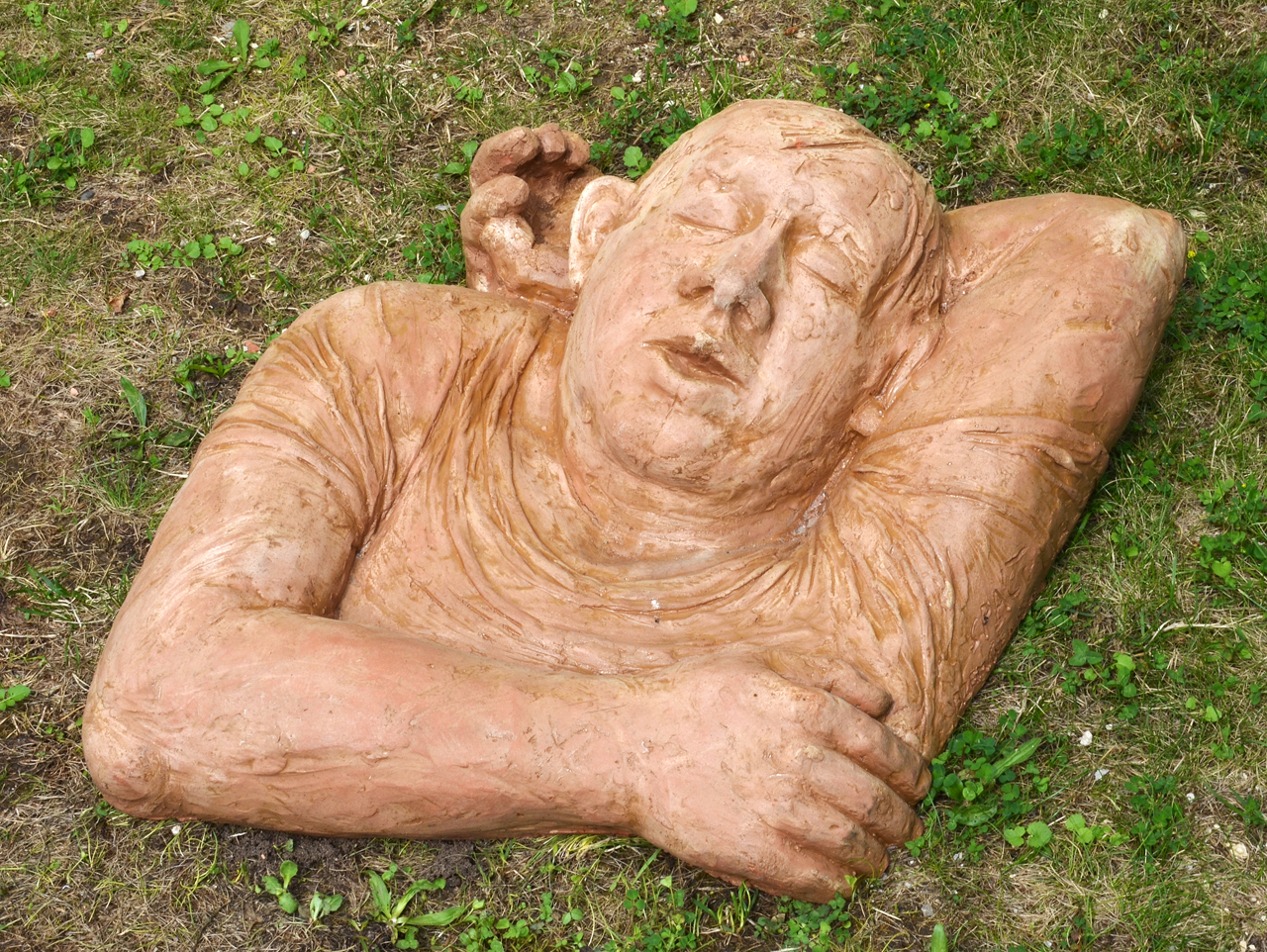
Spáč I (1983-1984)
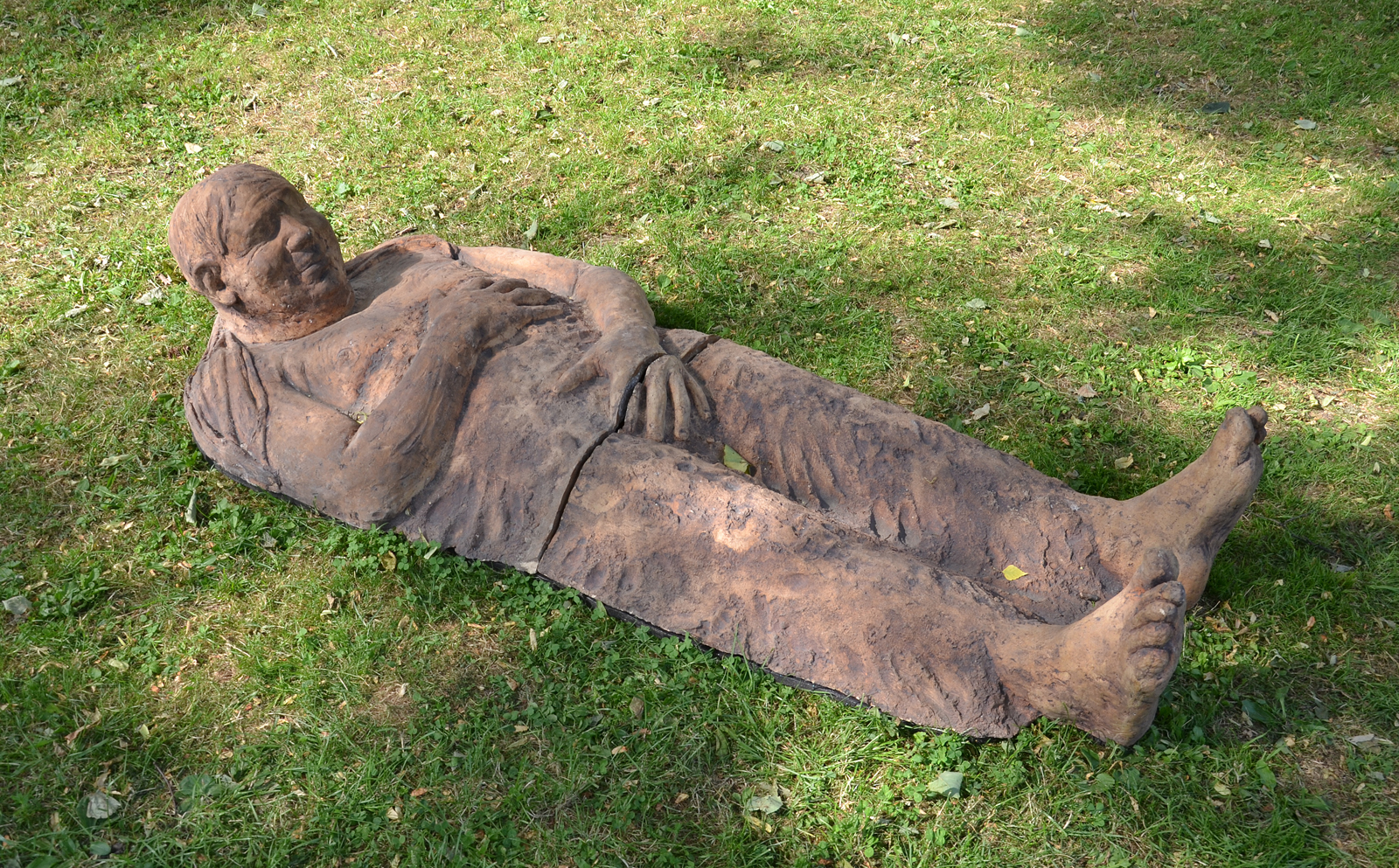
Moře III (1984-1985)
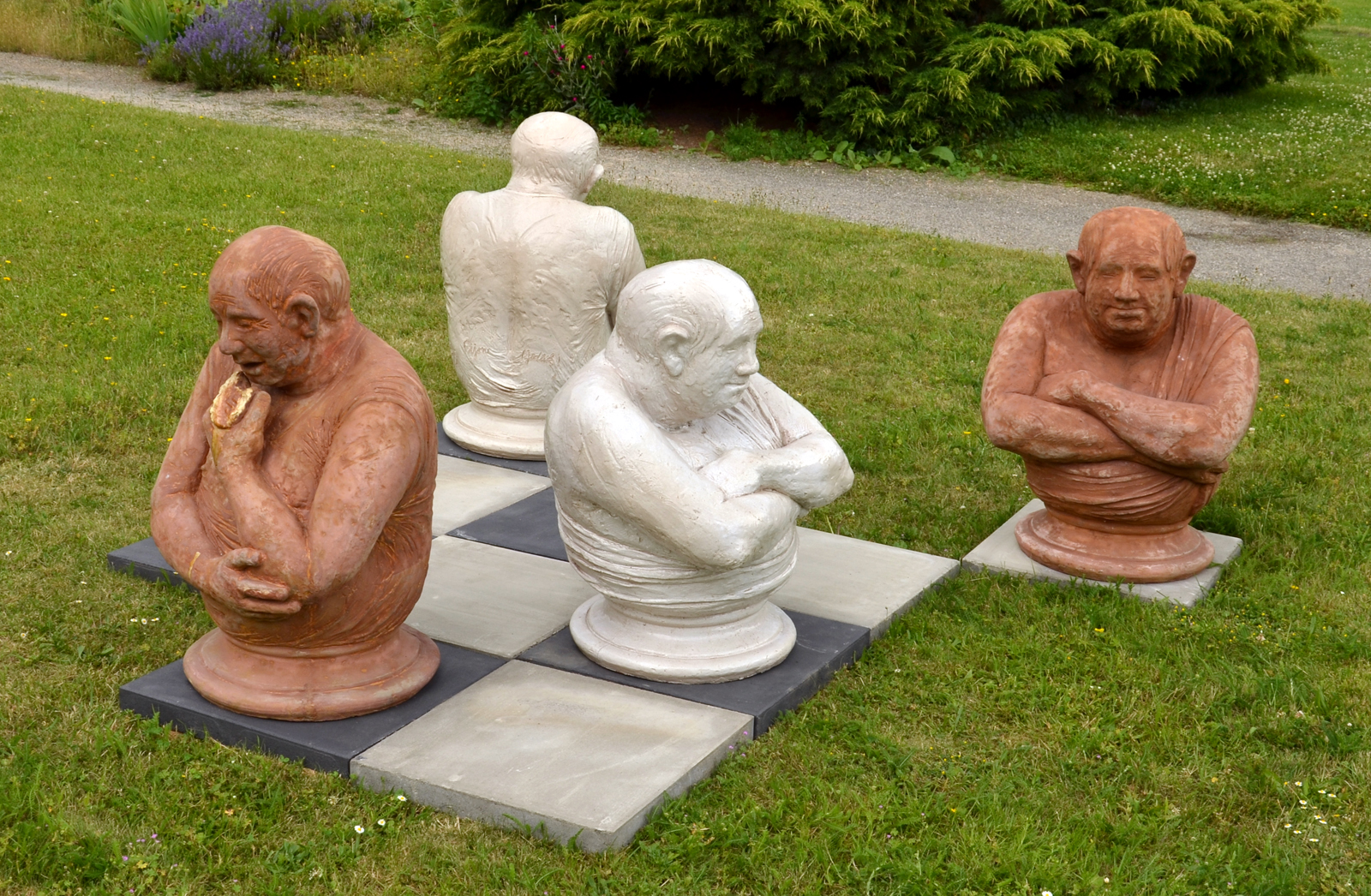
Šachy (1986-1987)
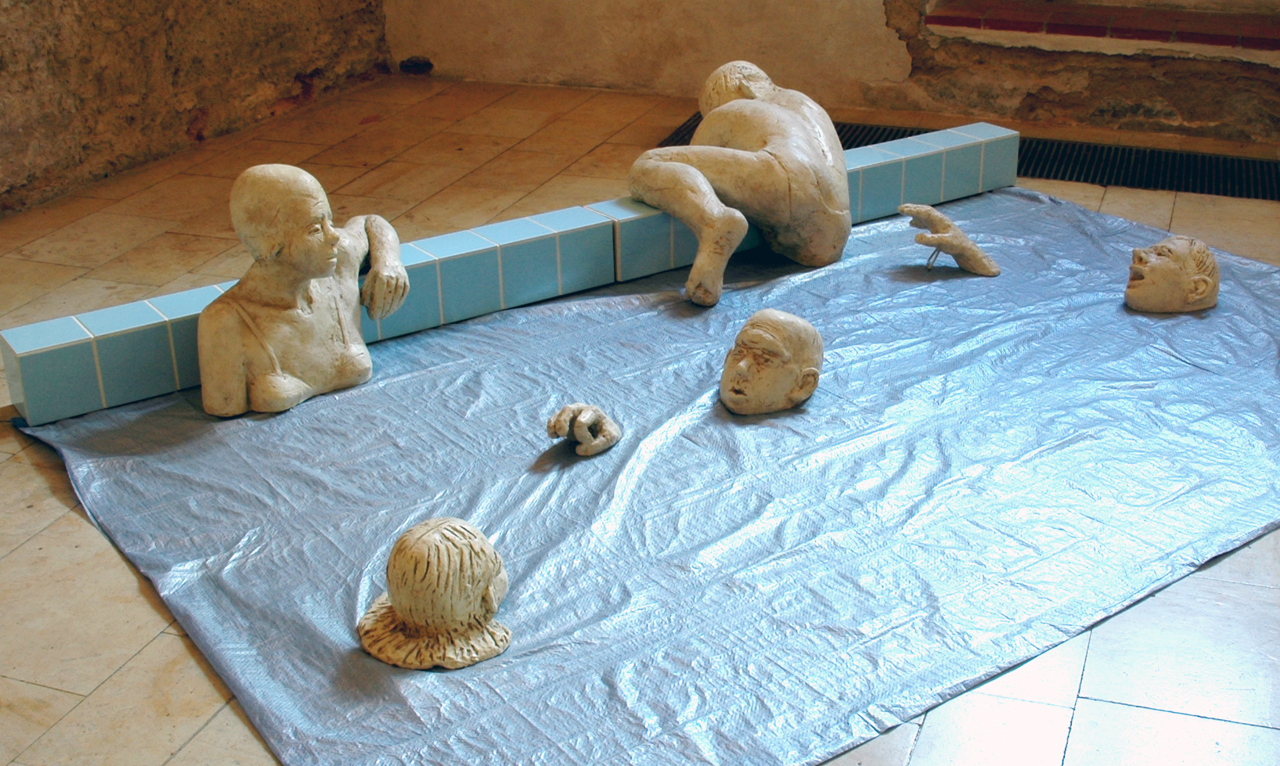
Koupaliště II (1988)
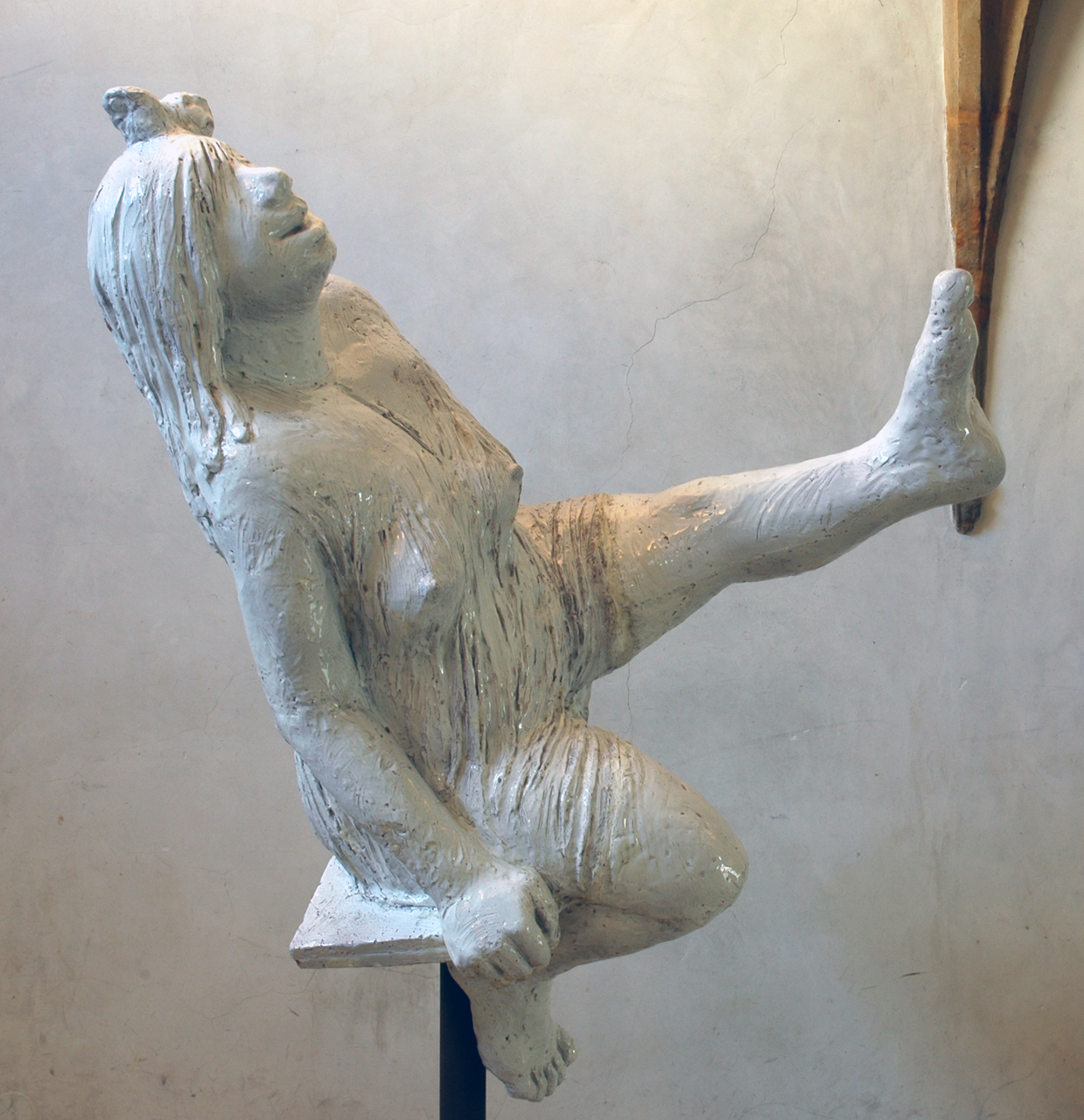
Julie, Houpačka I (1990-1991)

Bohumil Zemánek je autorem několika realizací ve veřejném prostoru, např. dětské fontány v parku Folimanka v Praze, nebo sochy Dilema (1988) v atriu Základní školy, Lehotského, sídliště Řepy, Praha 17.

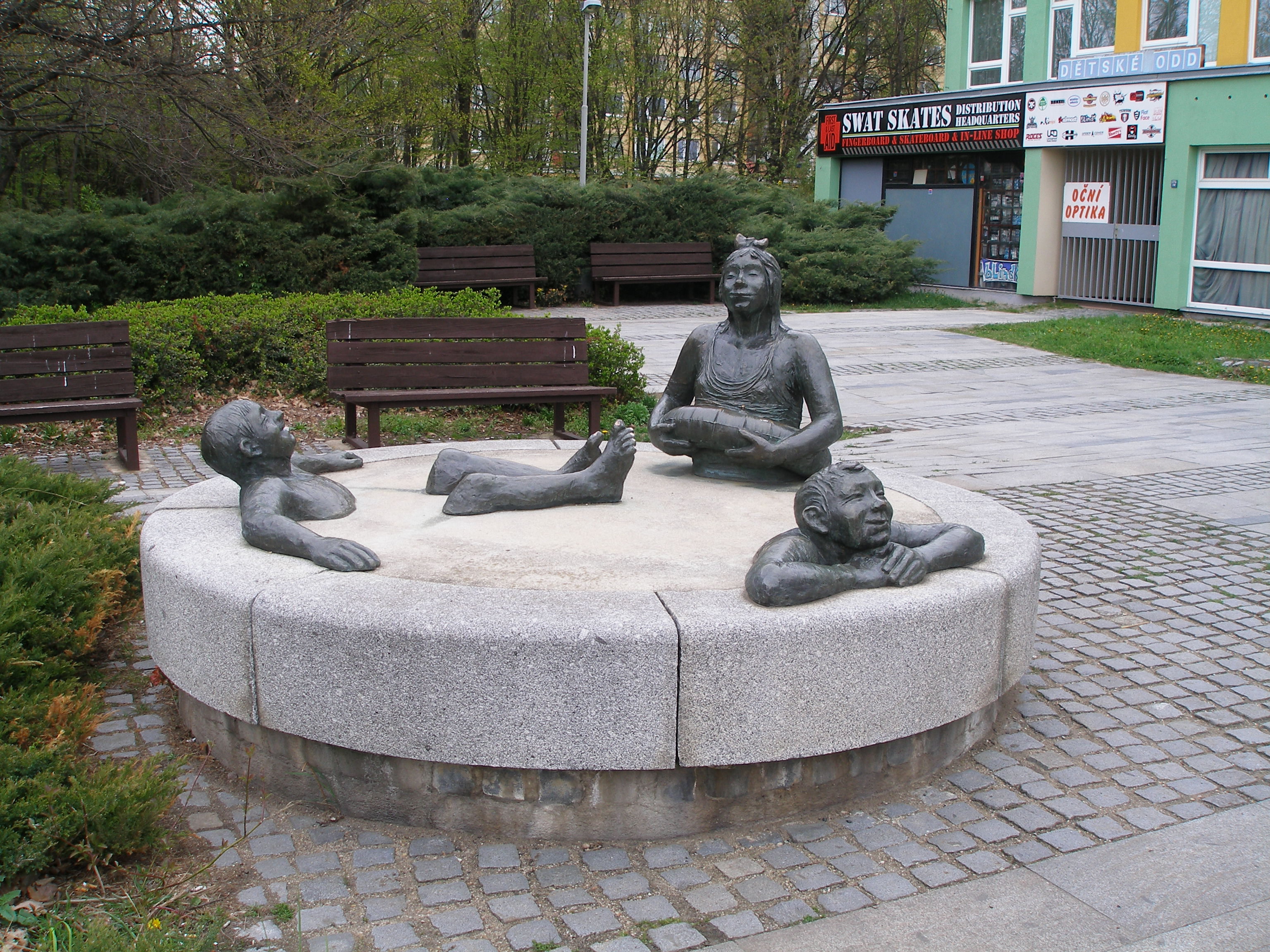
Koupaliště, Kobylisy
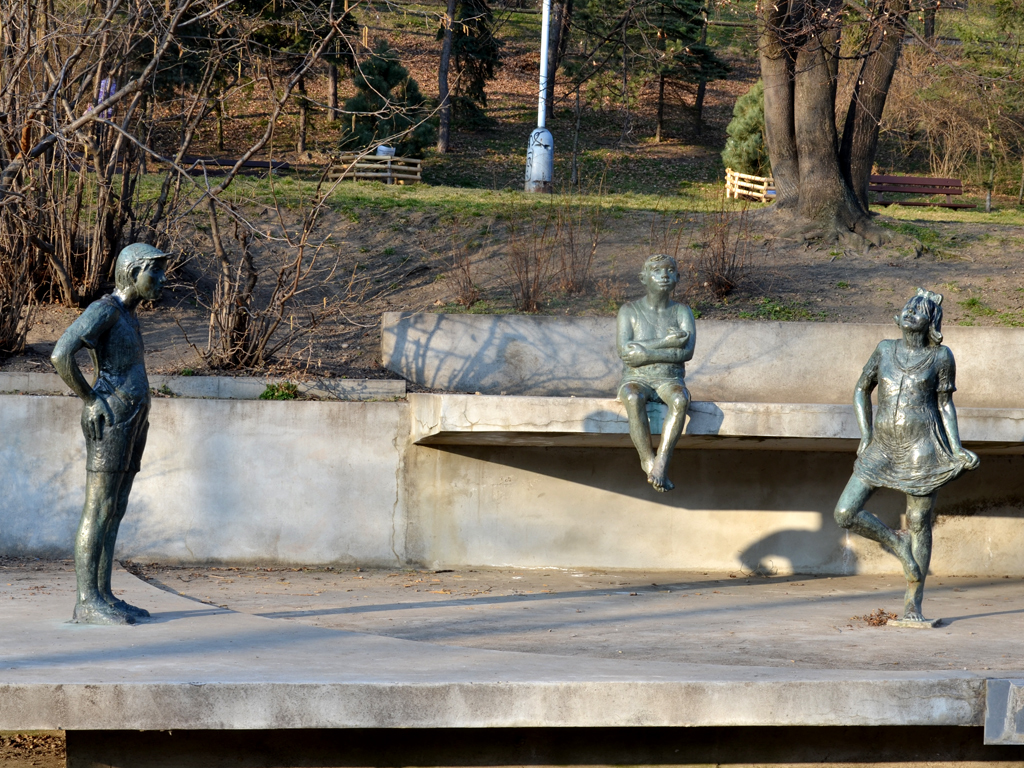
Tři, park Folimanka
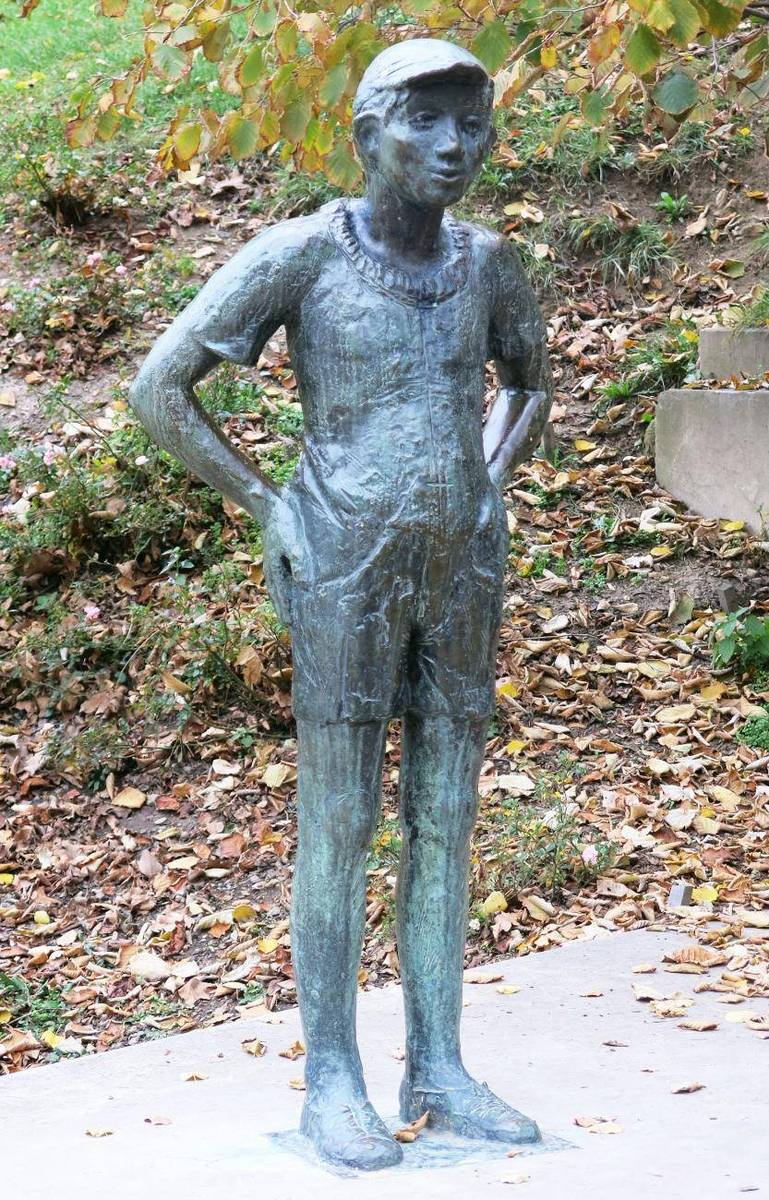
Sousoší Tři v parku Folimanka
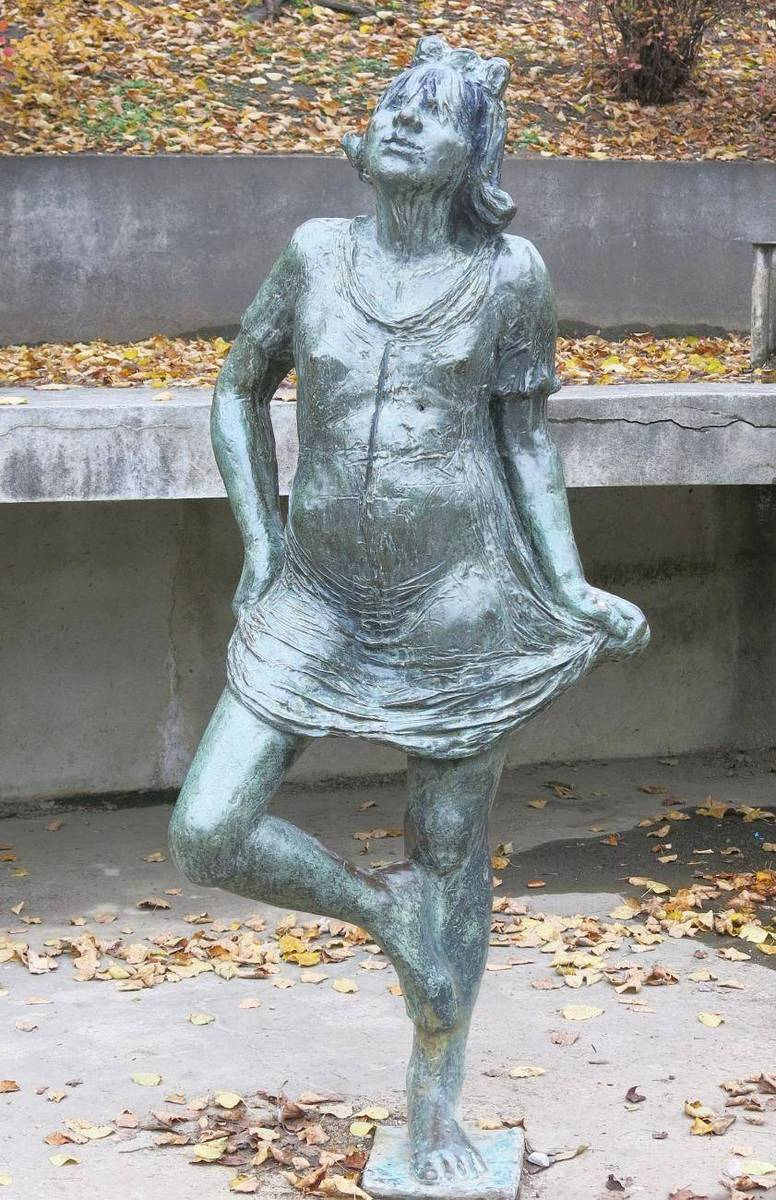
Sousoší Tři v parku Folimanka
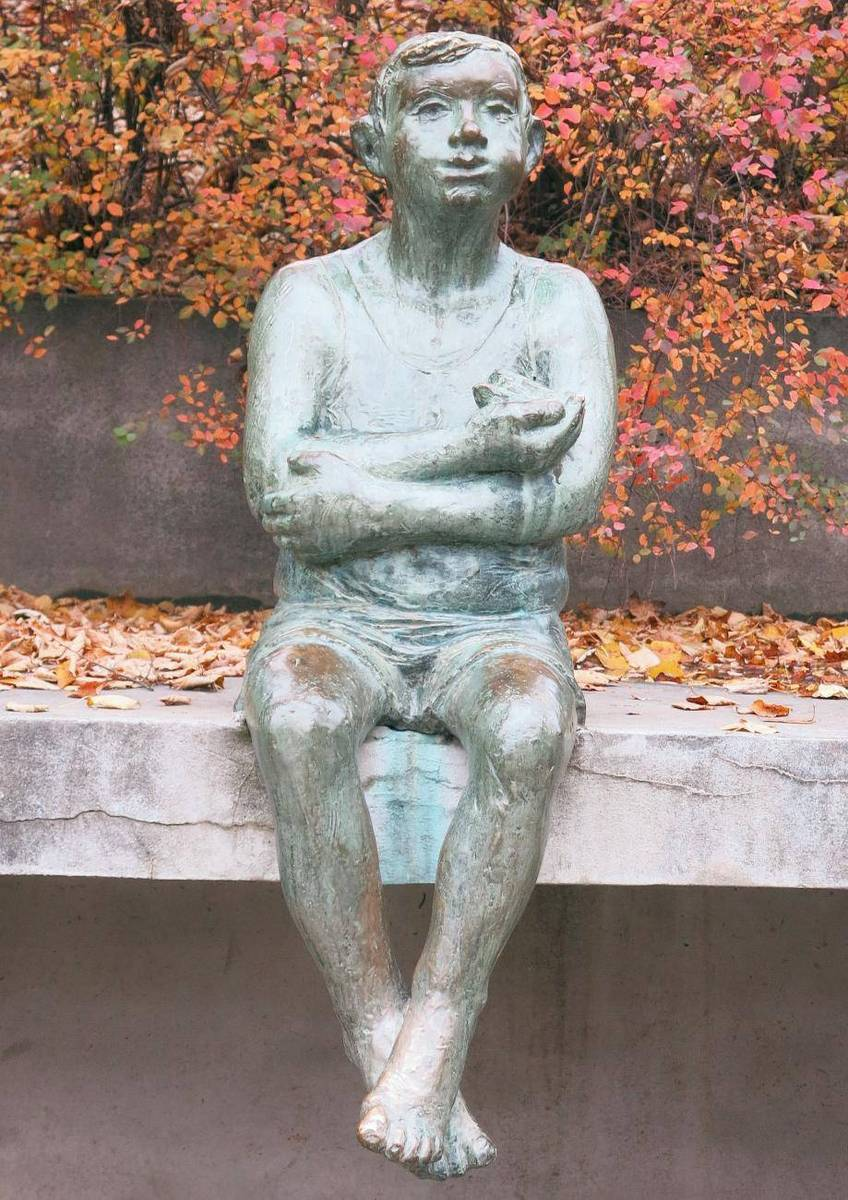
Sousoší Tři v parku Folimanka

### Autorské výstavy
- 1971 Muzeum hlavního města Prahy
- 1989 Bohumil Zemánek: Sochy, Galerie výtvarného umění v Chebu
- 1993 Bohumil Zemánek a paní Zemánková, Galerie Václava Špály, Praha
- 1994 Bohumil Zemánek a paní Zemánková, Moravská galerie v Brně
- 2009 Bohumil Zemánek znovuobjevený, Galerie Peron, Praha
- 2012 Bohumil Zemánek – Česká Groteska, Novoměstská radnice, Praha
- 2014 Bohumil Zemánek: Sochy, Severočeská galerie výtvarného umění v Litoměřicích[5]

### Společné výstavy
- 1970 Michálek - Žlebek - Zemánek, Divadlo hudby OKS, Olomouc
- 1972 10 mladých v Galerii d, Galerie d, Praha
- 1973 Sochařské setkání 1973, Vojanovy sady, Praha
- 1974 nabídka účasti na výstavě současné plastiky, Montreal (Kanada)(nepovoleno)
- 1975 Výtvarní umělci k 30. výročí osvobození, Praha
- 1975 nabídka k účasti na světové výstavě humoru, Lapalm (Kanada) (nepovoleno)
- 1976 Podoba člověka v keramice, Moravská galerie v Brně
- 1976 Umění mladých, Praha
- 1977 Sochařské bienále, Antverpy - Middelheim (Belgie)
- 1979 Tvorba mladých sochařů, Galerie Platýz, Praha
- 1980 Člověk, Prostor člověka I., Městské kulturní středisko, Dobříš
- 1982 Kresba / Socha / Grafika, Hájenka ve Hvězdě, Praha
- 1983 Člověk a svět. Mladá figurální tvorba, Oblastní galerie v Liberci
- 1983 20 let Galerie hlavního města Prahy, Staroměstská radnice, Praha
- 1985 Vyznání životu a míru. Přehlídka československého výtvarného umění k 40. výročí osvobození, Praha, Bratislava
- 1986 Sochařské setkání (generace 1941–1951), Vojanovy sady, Praha
- 1987 Obrazy a sochy. Výstava pražských členů Svazu českých výtvarných umělců, Mánes, Praha
- 1988 Zahradní architektury, Glasgow (Irsko)
- 1988 Barevná plastika, Vojanovy sady, Praha
- 1988 Z nových zisků Národní galerie v Praze z let 1984–1986, 4. část, Městská knihovna, Praha
- 1989 Keramická plastika, Vojanovy sady, Praha
- 1989 České sochařství 1948 - 1988, Krajské vlastivědné muzeum, Olomouc
- 1991 Šedá cihla 78/1991, Dům umění v Opavě
- 1991/93 Hapestetika 2, Galerie mladých U Řečických, Praha Galerie moderního umění v Hradci Králové, Galerie výtvarného umění v Benešově u Prahy
- 1992 Přírůstky českého umění 20. století z let 1989–1992, Jízdárna Pražského hradu
- 1992 Členská výstava Spolku výtvarných umělců Mánes, Praha
- 1993 1. aukční salon výtvarníků, 169 dárců pro konto Bariéry, Karolinum, Praha
- 1993 Podzimní setkání členů Spolku výtvarných umělců Mánes v Jičíně, Městské muzeum a galerie, Jičín
- 1996/97 Umění zastaveného času / Art when time stood still, Česká výtvarná scéna 1969–1985, Praha, Brno, Státní galerie výtvarného umění v Chebu
- 1997 Jubilanti Mánesa 1997, Muzeum a Pojizerská galerie, Semily
- 1999 Art Expo, Veletržní areál Strahov, Praha
- 1999 Přírůstky sbírek státních galerií z let 1990 - 1997, Jízdárna Pražského hradu
- 2001 Dotyk sochy, Salon, Kabinet, Olomouc
- 2001 Mezinárodní výstava keramické tvorby, Český Krumlov
- 2001 Barevná socha, Severočeská galerie výtvarného umění v Litoměřicích
- 2001 Akt, Malostranská beseda, Praha
- 2002 Skupina 42 - II, Galerie Nový Svět, Praha
- 2004 Ohlédnutí, 2. část, Oblastní galerie v Liberci
- 2004 Šedesátá / The sixties, Ze sbírky Galerie Zlatá husa v Praze, Dům umění města Brna
- 2006 Šedesátá / The sixties, Ze sbírky Galerie Zlatá husa v Praze, Galerie umění Karlovy Vary
- 2008 Pohledy do sbírek, Severočeská galerie výtvarného umění v Litoměřicích
- 2009 Letní keramická plastika, Středočeské muzeum v Roztokách u Prahy
- 2009 Keramické setkání, Kolín

### Zastoupení ve sbírkách
- Národní galerie v Praze
- Galerie hlavního města Prahy
- Uměleckoprůmyslové museum v Praze
- Moravská galerie v Brně
- Galerie výtvarných umění Klenová/Klatovy
- Severočeská galerie výtvarného umění v Litoměřicích
- Oblastní galerie v Liberci
- Muzeum umění Olomouc
- Galerie výtvarného umění v Chebu
- Galerie Zlatá husa v Praze
- soukromé sbírky doma a v zahraničí

### Autorský katalog
- 1989 Bohumil Zemánek: Sochy, Jiří Vykoukal, GVU Cheb ISBN 80-85016-03-6
- 1993 Bohumil Zemánek a paní Zemánková, Jan Kříž, Galerie Václava Špály, Praha

### Antologie/sborník
- 1985, 78/1985, Jazzová sekce, Praha
- 1992, Sborník S.V.U. Mánes (U příležitosti členské výstavy ve výstavních sálech Mánesa 5.11.-6.12.1992), Spolek výtvarných umělců Mánes, Praha

### Knižní publikace
- 1978 Holub K, Mladí čeští sochaři, Odeon, Praha
- 1979 Růžička M, Vlček T, Současná keramika, Odeon, Praha
- 1994 Chalupecký J, Nové umění v Čechách, Nakladatelství H&H, s.r.o., Jinočany ISBN 80-85787-81-4
- 2000 Stádníková J a kol., Sochy v Praze 1980–2000, Nakl. Kdo je kdo, Praha, ISBN 80-902586-5-4